# Вишкиль (село)
Ви́шкиль — село в Котельничском районе Кировской области, административный центр Вишкильского сельского поселения.

## География
Село расположено на правом (возвышенном) берегу р. Вятки в 2-3 км севернее устья р. Вишкиль.

## Происхождение названия
Первоначальное название села — «Вешка» от марийского слова «белка». По другой версии означает рыбу, возможно, стерлядь.
Позднее называлось Богородское, так как являлось вотчиной Вятского архиерейского дома.
В настоящее время вопрос происхождения названия «Вишкиль» остаётся открытым. Д. М. Захаров замечает тюркский характер звучания, сингармонизм, характерное деление на слоги, но с его этимологией соглашаются не все исследователи. С. В. Ухов рассматривает «топонимическую пару» рек Вишкиль-Кишкиль. Он отмечает сложную гидронимию района, находящегося между областями преобладания славянских, фино-угорских и балтийских названий (севернее) и преимущественно тюркских и индоевропейских (южнее). Основа «виш» вообще очень распространена в индоевропейской топонимике от Западной Германии до Урала. Но виднейшие лингвисты, включая М. Фасмера, не дают её уверенной этимологии. По мнению Топорова и Трубачева, корень «киль» имеет балтийское происхождение со значением «источник, родник», правда, не имеющим точного соответствия в известных языках.

## История
Считается, что село возникло в 1634 году как лесная пристань.
Природные условия территории состояли из смешанных лесов, болот, неплодородной почвы, сильно пересечённой оврагами.
Согласно храмозданной грамоте, деревянная церковь построена в 1711 г. Тихвинская церковь, каменная, построена в 1836 г. (закончена кирпичная кладка), все работы закончены только в 1861 г., приход состоял из 37 селений.
До великой Октябрьской социалистической революции в селе проживали крестьяне и бедняки. Занимались, в основном, земледелием, местными промыслами: плетение корзин, выделка саней, полозьев, лодок, заготовка и продажа лыка, а также дров, корья и ягод, в весеннее время — смолы, дров и угля для сплава, рыболовство и охота.
В 1918 году в Вишкиле установилась Советская власть.
В 1927 году проходила коллективизация.
Территория села Вишкиль увеличилась до начала войны. Образованы были несколько организаций: семилетняя школа, 2 магазина, медпункт, почтовое отделение, МСО участок, лесничество, сельсовет.
В 1941 году в село Вишкиль были эвакуированы из Ленинграда дети рабочих и служащих завода «Красная Бавария» — 125 человек.

## Учебный военный лагерь
В 1929 году рядом с Вишкилем был создан военный лагерь. Он функционировал с мая по октябрь, а с начала войны — круглогодично. Здесь шло обучение новобранцев и формирование воинских частей, переподготовка танкистов, артиллеристов и кавалеристов. В частности, сформировали 75-й запасной полк (командир Федоров), входивший в состав 34-й запасной стрелковой бригады. Солдаты занимались строевой подготовкой, изучали технику лыжной ходьбы, совершали переходы на большие расстояния. Учения велись в лесном массиве и на полях между деревнями Лебеди, Шалагиновы, Гороховы. Для проведения учений имелись ближние и дальние полигоны, которые тянулись вдоль реки Вятки от с. Боровка до п. Разлив. На ближних полигонах проходили подготовку стрелки, пулеметчики, а на дальних — танкисты и артиллеристы. Для обеспечения продуктами питания на территории лагеря располагалось подсобное хозяйство, в котором выращивали овощи.
Вишкильский лагерь в 1948 и 1956 годах посещал маршал Советского Союза Г. К. Жуков.

## База отдыха
В 1959 году Вишкильский военный лагерь закрыли. Все его сооружения передали Горьковскому курортному управлению, а в 1960 году на территории бывшего военного лагеря создан Вишкильский дом отдыха.. Первым его директором был Николай Степанович Хмара[значимость факта?].
На протяжении 60-80-х годов укреплялась материальная база дома отдыха, росло число отдыхающих, достигшее 3 000 — 4 000 человек в год. Однако из-за сложного финансового положения и сокращения числа отдыхающих дом отдыха в 90-е годы прекратил своё существование. Сейчас на его базе работает детский оздоровительный центр «Вишкиль», открывшийся в мае 1996 года.

## Летняя многопредметная школа
Ки́ровская летняя многопредметная школа (или ЛМШ) — летний лагерь для школьников 6-10 классов, где отдых сочетается с занятиями по математике, физике, биологии и химии. Занятия состоят из задач повышенной сложности, в том числе олимпиадных. Традиционно ЛМШ проводится в июле. С 1997 года школа проводится на базе Детского оздоровительного центра «Вишкиль» Котельничского района Кировской области.